# Norra Björntjärnet
Norra Björntjärnet är en sjö i Torsby kommun i Värmland och ingår i Glommas huvudavrinningsområde.